# Силицид иттербия
Силицид иттербия — бинарное неорганическое соединение
иттербия и кремния с формулой YbSi2.

## Физические свойства
Силицид иттербия образует кристаллы
тетрагональной сингонии,
пространственная группа I 41/amd,
параметры ячейки a = 0,39868 нм, c = 1,3541 нм, Z = 4.